# Diadema antillarum
Diadema antillarum là một loài cầu gai (hay nhím biển) thuộc chi Diadema trong họ Diadematidae. Loài này được Philippi mô tả lần đầu tiên vào năm 1845.

## Từ nguyên
Tính từ định danh của loài này, antillarum, trong tiếng Latinh có nghĩa là "thuộc về Antilles", hàm ý đề cập đến nơi đầu tiên tìm thấy chúng, chuỗi đảo Antilles.

## Phạm vi phân bố và môi trường sống

### Phạm vi phân bố
D. antillarum có phạm vi phân bố ở những vùng biển nhiệt đới thuộc Tây Đại Tây Dương. Từ bang Florida (Hoa Kỳ) và Bahamas, D. antillarum được ghi nhận dọc theo bờ biển Hoa Kỳ, trải dài xuống khắp các đảo quốc, quần đảo thuộc Antilles, về phía nam đến bờ biển Brasil.
Trước đây, D. antillarum còn được cho là xuất hiện ở bờ đông Đại Tây Dương, tại Azores, Madeira, quần đảo Canaria và Cabo Verde, trải dài đến vịnh Guinea và Annobón. Tuy nhiên, quần thể ở hai bờ Đại Tây Dương có sự khác biệt rõ ràng về mặt di truyền lẫn hình thái nên các nhà khoa học đã công nhận quần thể ở Đông Đại Tây Dương là một loài hợp lệ với danh pháp là Diadema africanum.

### Môi trường sống
D. antillarum ưa sống ở những vùng nước tĩnh, hiếm khi được quan sát ở vùng sóng vừa hoặc mạnh. Chúng thường được tìm thấy nhất là trong các rạn san hô, nơi có nguồn tảo biển phong phú, cũng như trên nền đáy đá và trong các thảm cỏ biển thuộc loài Thalassia testudinum.
D. antillarum tập trung đông đúc nhất là ở vùng trên triều (gần bờ), có lẽ là do sự thưa vắng của những loài ăn thịt. Khi thủy triều rút, những cá thể ở vùng dưới triều có thể lộ ra. Loài này đã được ghi nhận ở độ sâu đến 400 m.

## Mô tả

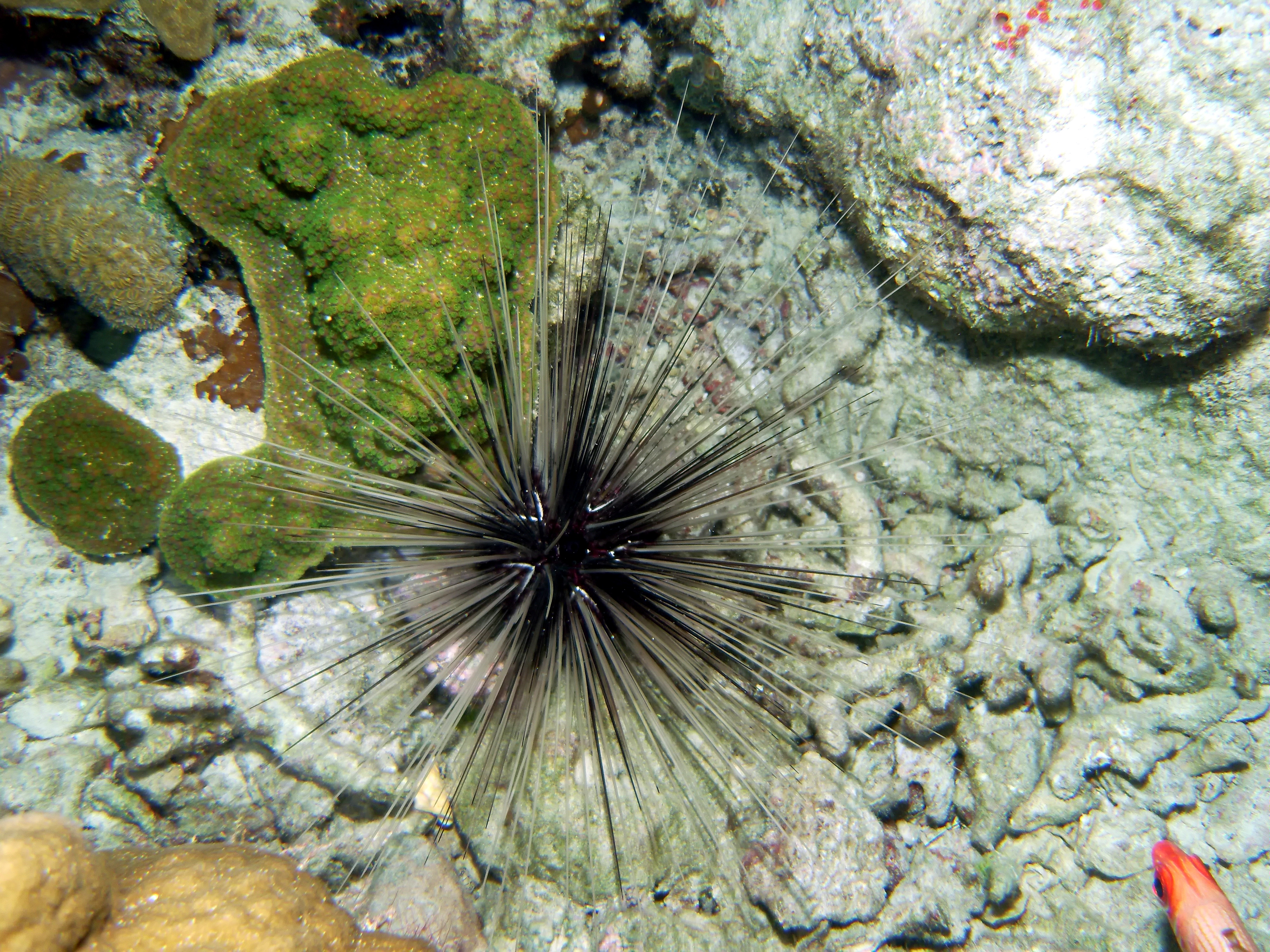
D. antillarum với gai màu trắng

D. antillarum có dạng hình cầu. Những cá thể trưởng thành của D. antillarum có thể phát triển đến đường kính là 50 cm. Gai mảnh, rỗng bên trong và dễ gãy, có chiều dài từ 30 đến 40 cm, nhưng có thể đạt đến chiều dài gấp 4 lần đường kính của vỏ cầu gai. Vỏ cứng, có ít mô mềm bên trong lớp vỏ.
Vỏ và gai của thường có màu đen, nhưng các gai có tông màu sáng có thể lẫn vào những gai màu đen trên cơ thể. Trong một số trường hợp hiếm hoi, D. antillarum gần như có màu trắng hoàn toàn. Ở cá thể con, các gai của chúng luôn có những khoanh màu đen và trắng xen kẽ. Khi một con nhím biển chết đi, gai của chúng sẽ rụng và để lại lớp vỏ cứng.
Cũng như những loài cầu gai khác, ở dưới thân của D. antillarum có các xúc tu phân nhánh gọi là chân ống. Những chân ống này giúp cầu gai thu thập thức ăn, hô hấp, di chuyển và tiết dịch nhầy.
D. antillarum có thể phân biệt với những thành viên trong chi qua việc thiếu vòng đỏ ở hậu môn. D. antillarum được ghi nhận là có thể thay đổi màu sắc, một điều hiếm khi được báo cáo ở động vật da gai.

## Sinh thái và hành vi

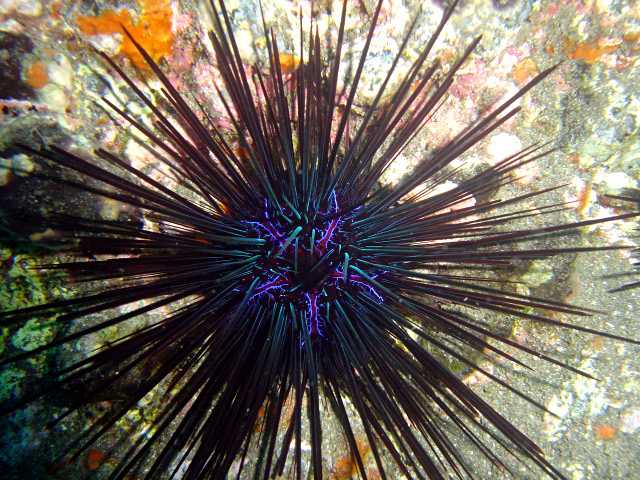
D. antillarum với gai màu tía sẫm

D. antillarum có thể hợp thành nhóm đến hơn 100 cá thể. Ngoài mục đích sinh sản, những cá thể D. antillarum liên kết lại với nhau còn nhằm mục đích bảo vệ lẫn nhau bởi việc có nhiều gai nhọn hơn có thể chống lại kẻ săn mồi. Chúng có thể phản ứng lại với kích thích tác động lên cơ thể bằng cách nhanh chóng hướng các gai vào phía của các kích thích.

### Sinh sản
Vào mùa sinh sản, các nhà khoa học bắt gặp những cá thể D. antillarum hợp lại thành từng nhóm và dính chắt đến nỗi các gai gần kề đan xen cả vào nhau. Những dòng chất lỏng trắng đục sau đó phun ra từ những lỗ sinh sản (gonopore) trên mặt đối miệng của một số cá thể trong nhóm. Chất lỏng này của hai cá thể đực và cái hòa lẫn vào nhau, và trứng được quan sát dưới kính hiển vi trong lần quan sát này. Quá trình thụ tinh diễn ra khá nhanh chóng.

### Thức ăn
Ngoài tảo biển, D. antillarum được ghi nhận là ăn cỏ biển của chi Thalassia, đặc biệt là Thalassia testudinum; ngoài ra, chúng còn có thể ăn mùn bã hữu cơ và cát mịn. Bên cạnh đó, tại Curaçao và Bonaire, D. antillarum là loài ăn san hô chính trên các rạn san hô ở khu vực này; trong đó, san hô của chi Acropora phải chịu sự ảnh hưởng nặng nhất.

## Sự kiện chết hàng loạt

### Phạm vi

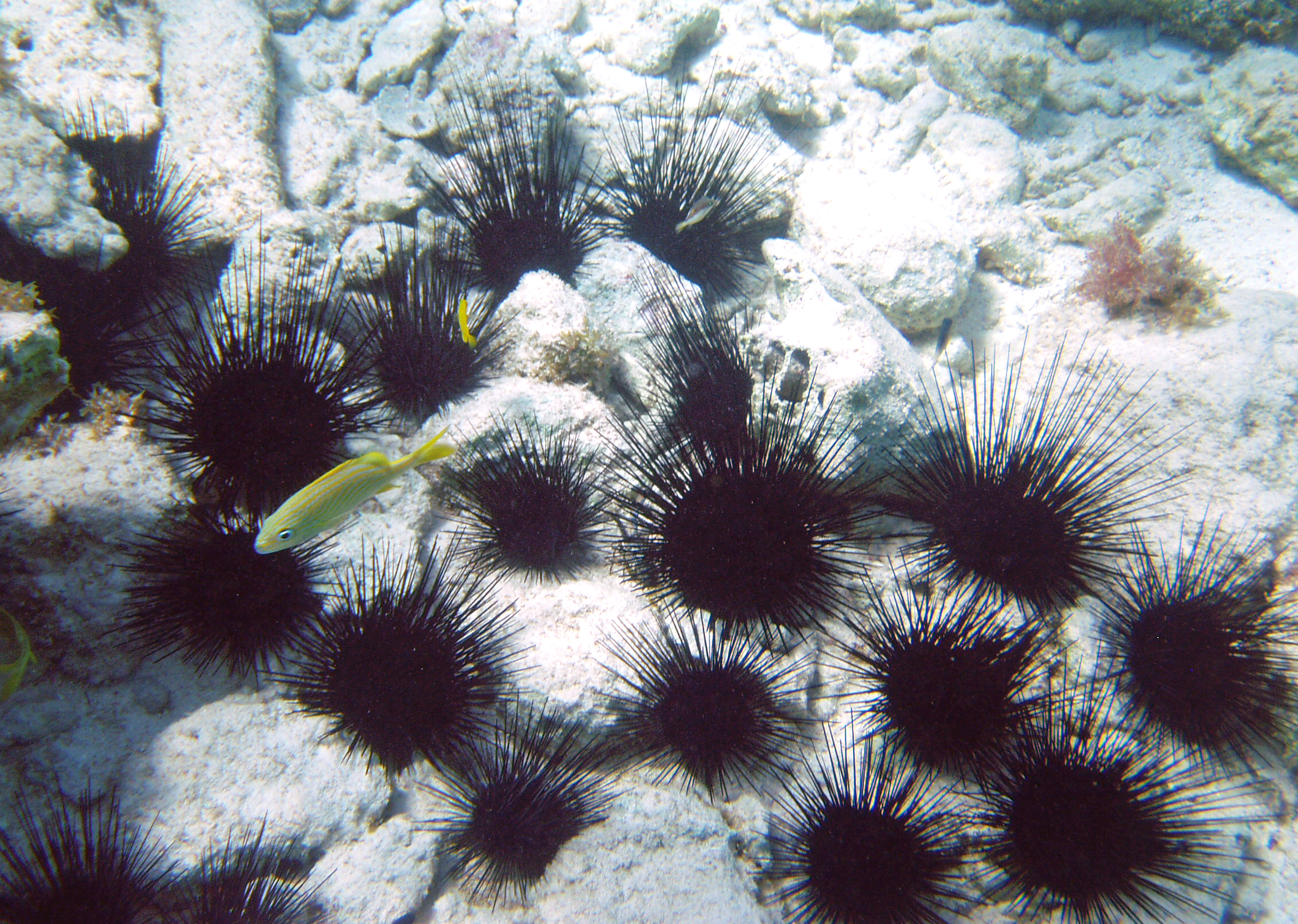
Một nhóm D. antillarum

Tháng 1 năm 1983, các nhà khoa học đã phát hiện một loạt các cá thể D. antillarum đã chết ở ngoài khơi bờ biển Caribe của Panama. Nhiều khả năng, sự kiện chết hàng loạt ở D. antillarum tại Panama đã diễn ra trước đó nhưng không được chú ý đến, mãi cho đến khi những cá thể gần sắp chết, cũng như gai và vỏ của những cá thể đã chết bỏ lại, xuất hiện khá nhiều. Sau đó, hiện tượng này đã lan rộng đến nhiều vùng biển thuộc các quốc gia có chung biển Caribe. Từ tháng 7 đến tháng 9 năm đó, phạm vi chết hàng loạt ở D. antillarum đã mở rộng đến vịnh México: từ bờ biển bang Texas và phía đông bang Florida ngược lên phía bắc đến Bahamas, và còn trải dài đến cả Bermuda. Hiện tượng này vẫn còn diễn ra trên toàn bộ vùng biển Caribe cho đến tháng 1 năm 1984.
Tính đến tháng 2 năm 1984, một năm sau khi cái chết hàng loạt của D. antillarum được phát hiện lần đầu tiên ở Panama, sự kiện này đã xuất hiện trên khắp vùng biển Caribe và vùng biển nhiệt đới thuộc Tây Đại Tây Dương, cũng đã kết thúc vào thời điểm này. Phạm vi diễn ra sự kiện này ước chừng là 3.5 triệu km² (không tính Bermuda), được xem là cái chết lan rộng nhất từng được ghi nhận ở bất kỳ loài thủy sinh không xương sống nào. Một loài sinh vật biển có phạm vi chết hàng loạt tương đương với D. antillarum là cỏ biển Zostera marina, xảy ra ở cả hai bờ Đại Tây Dương vào năm 1931–1932.
Không một quần thể D. antillarum nào ở Tây Đại Tây Dương được ghi nhận là thoát khỏi tình trạng chết hàng loạt vào thời điểm đó. Người ta cũng không rõ liệu quần thể của D. antillarum ở Brasil có phải chịu tình trạng chết hàng loạt này hay không, vì không có bất kỳ thông tin nào được báo cáo ở bờ biển của quốc gia này.
Sau cái chết hàng loạt của D. antillarum, các nhà khoa học nhận thấy, quần thể trưởng thành của hai loài cá đuôi gai Acanthurus coeruleus và Acanthurus chirurgus đã tăng lên đáng kể (lần lượt là 250% và 160%), do nguồn tảo biển trở nên dồi dào, vốn trước đây cả hai phải chia sẻ với D. antillarum.

### Nguyên nhân

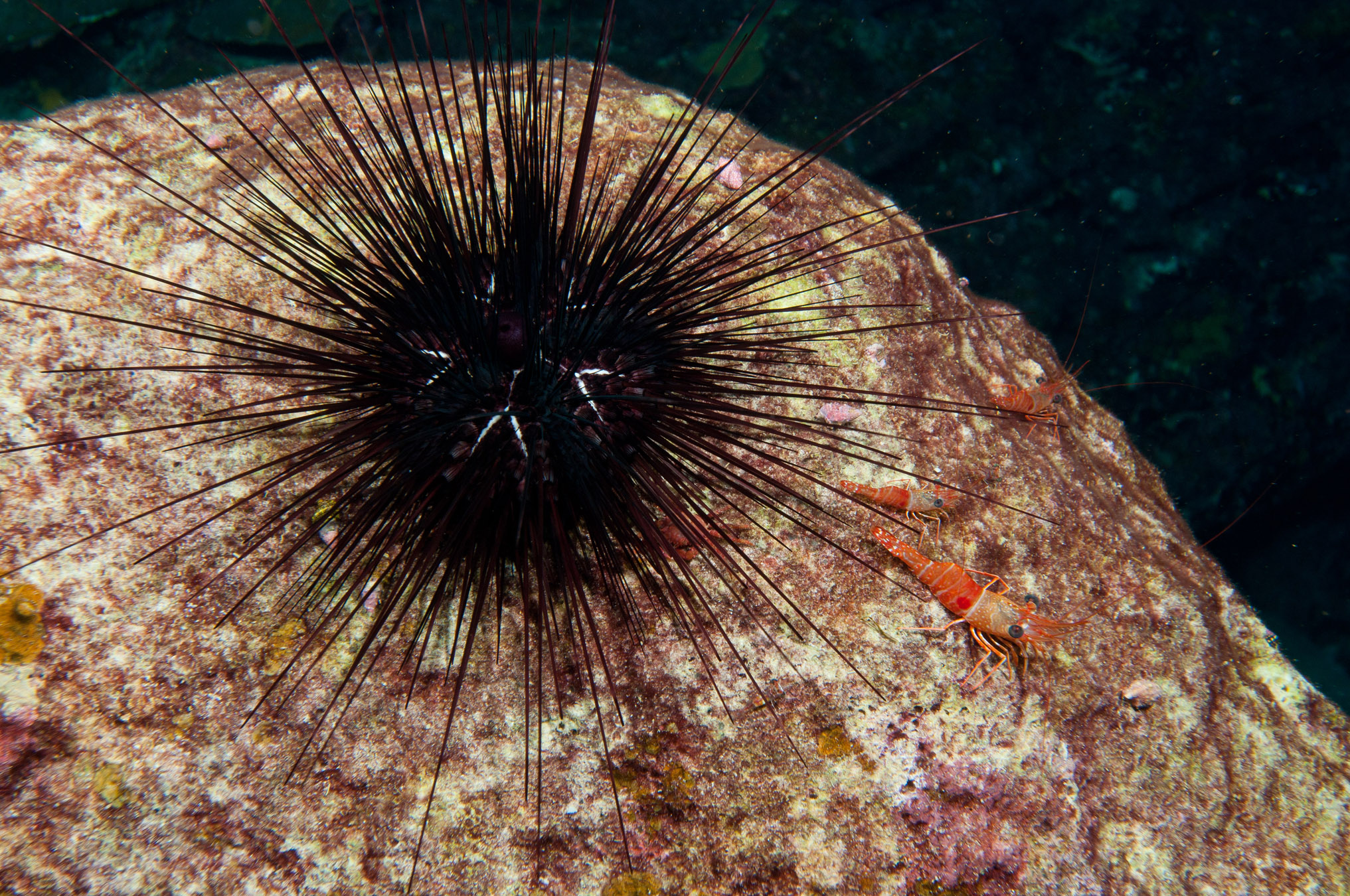
D. antillarum ở Flower Garden Banks (Hoa Kỳ)

Cho đến bây giờ, các nhà khoa học vẫn không biết chính xác nguyên nhân gây ra cái chết hàng loạt ở D. antillarum. Hiện tượng chết hàng loạt lan rộng trên một khu vực rộng lớn ở D. antillarum mà không ảnh hưởng đến một loài cầu gai nào khác ở biển Caribe cho thấy có thể là do một mầm bệnh cụ thể gây ra.
Một năm sau khi hiện tượng chết hàng loạt được phát hiện ở Panama, những cá thể D. antillarum còn sống ở vùng biển của quốc gia này được thu thập để tiến hành khảo sát. Khi để những cá thể này tiếp xúc với những cá thể gần chết được thu thập ở Puerto Rico, những cá thể Panama xuất hiện triệu chứng và chết sau đó. Bauer và Garter đã nuôi cấy vi khuẩn được lấy từ D. antillarum đã chết tự nhiên ở Florida. Họ đã phát hiện có hai loài Clostridium có khả năng gây chết khi tiêm vào D. antillarum khỏe mạnh. Cả hai loài vi khuẩn này đều hình thành bào tử có thể phân tán theo dòng nước. Tuy nhiên, theo Bauer & Agerter, bằng chứng trên không đủ để kết luận rằng, những mầm bệnh này là nguyên nhân gây ra cái chết hàng loạt ở D. antillarum.
Mặc dù hiện tượng chết hàng loạt ở D. antillarum diễn ra trùng với thời điểm mà sự kiện El Niño 1982–83 xuất hiện, cũng đã gây ra hiện tượng tẩy trắng san hô ở Đông Thái Bình Dương và biển Caribe, người ta không tìm thấy mối quan hệ trực tiếp nào giữa sự biến đổi khí hậu và cái chết của D. antillarum.

### Phục hồi
Mật độ quần thể D. antillarum đã có sự phục hồi vừa phải kể từ năm 1983, với tỉ lệ cao nhất được ghi nhận ở các hòn đảo phía đông Caribe. Trung bình, mật độ quần thể của loài này tính đền thời điểm năm 2016 xấp xỉ 12% so với quần thể trước khi chết. Không rõ chính xác những yếu tố đã hạn chế phần nào sự phục hồi của D. antillarum.

### Trích dẫn
- John E. Randall; Robert E. Schroeder; Walter A. Starck (1964). "Notes on the biology of the echinoid Diadema antillarum" (PDF). Caribbean Journal of Science. Quyển 4 số 2–3. tr. 421–433.
- H. A. Lessios và đồng nghiệp (ngày 11 tháng 9 năm 1984). "Mass mortality of Diadema antillarum on the Caribbean coast of Panama" (PDF). Coral Reefs. Quyển 3 số 4. tr. 173–182.{{Chú thích tạp chí}}:  Quản lý CS1: năm (liên kết)
- H. A. Lessios và đồng nghiệp (ngày 19 tháng 10 năm 1984). "Spread of Diadema mass mortality through the Caribbean" (PDF). Science. Quyển 226 số 4672. tr. 335–337.{{Chú thích tạp chí}}:  Quản lý CS1: năm (liên kết)
- H. A. Lessios (1988). "Mass mortality of Diadema antillarum in the Caribbean: What have we learned?" (PDF). Annual review of ecology and systematics. Quyển 19 số 1. tr. 371–393.
- H. A. Lessios (2016). "The Great Diadema antillarum Die-Off: 30 Years Later" (PDF). Annual review of marine science. Quyển 8. tr. 267–283.